# Rostislav (Gont)
 (février 2014).
Si vous disposez d'ouvrages ou d'articles de référence ou si vous connaissez des sites web de qualité traitant du thème abordé ici, merci de compléter l'article en donnant les références utiles à sa vérifiabilité et en les liant à la section « Notes et références ».
L’archevêque Rostislav (nom civil Ondrej Gont), né le 25 janvier 1978 à Snina, est primat de l'Église orthodoxe des Terres tchèques et de Slovaquie, archevêque de Prešov, métropolite des Terres tchèques et de Slovaquie.

## Biographie
Il a achevé ses études à la faculté de théologie de l’Université de Prešov en 2002, puis a étudié ensuite à l’université Aristote de Thessalonique. Il a accompli son ministère pastoral dans l’une des paroisses de Slovaquie, s’occupant simultanément de la desserte d’un orphelinat à Medzilaborce.
En octobre 2012, il a été élevé au rang d’higoumène. Le 18 novembre 2012, il a été sacré évêque de Prešov.
En juillet 2013, il conduit la délégation de l'église Orthodoxe de Terres Tchéquie et de Slovaquie sur les festivités consacrées au mille-vingt-cinquième anniversaire du baptême de la Russie. Il est élu le 9 décembre 2013 locum tenens du trône de l'Église Orthodoxe de Terres Tchéquie et de Slovaquie puis le 11 janvier 2014, primat de l'église Orthodoxe de Terres Tchéquie et de Slovaquie.